# Kim Yong-suk
Kim Yong-suk (ur. 12 czerwca 1979 w Pjongjangu) – północnokoreańska łyżwiarka figurowa, startująca w kategorii solistek.
Zajęła czwarte miejsce na Zimowych Igrzyskach Azjatyckich 2003. W 2005 zajęła 2. pozycję na memoriale Karla Schäfera. Wystąpiła na Zimowych Igrzyskach Olimpijskich 2006, gdzie zajęła 27. lokatę. W latach 2001 oraz 2003–2007 zwyciężała w mistrzostwach kraju.